# Banket van de Fazant

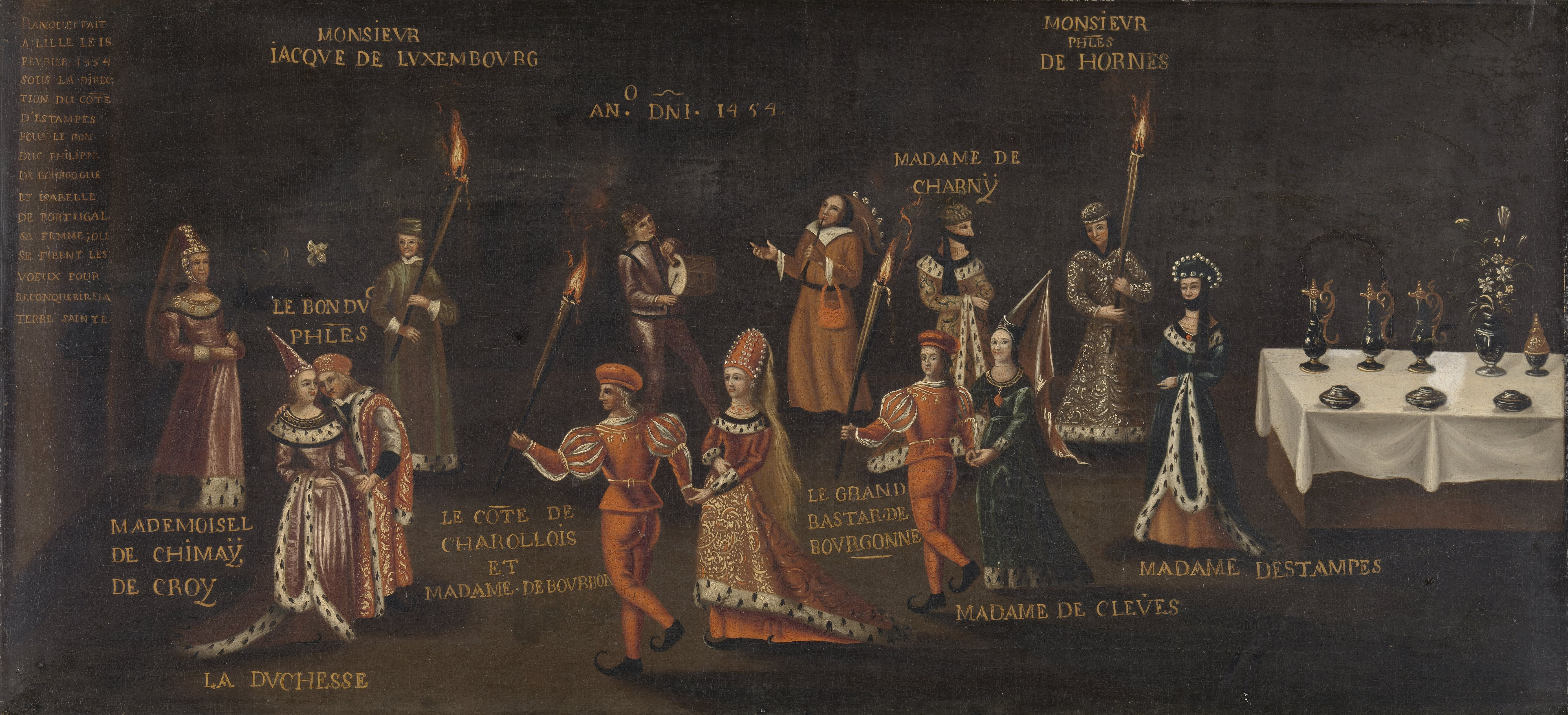
Banket van de Fazant
Philips de Goede en Isabella van Bourbon aanwezig op een banket gegeven in 1454 door Madame d'Estampes in het kasteel de Rihour te Rijssel ter gelegenheid van hun plechtige eedsaflegging om een kruistocht te maken om het Heilige Land te heroveren. Rechts een gedekte tafel, op de achtergrond twee muzikanten. De genodigden dragen brandende toortsen.
(16e eeuw), Rijksmuseum

Het Banket van de Fazant was een feest in Rijsel op zondag 17 februari 1454 georganiseerd door Filips de Goede om in een plechtige eed, de Eed op de Fazant, zijn intentie kenbaar te maken om op kruistocht te gaan.

## Politieke achtergrond
Het leiderschap over de kruisvaarten was tot dan toe een zaak geweest van het Franse koningshuis. Als paus Martinus V in 1420 opriep om een nieuwe kruistocht te organiseren was het door de Honderdjarige Oorlog verzwakte Franse koningshuis niet bereid om op deze oproep te reageren. Op 29 mei 1453 werd Constantinopel ingenomen door de Turken, wat voor de christelijke Europese staten een strategisch verlies betekende. Er werd zelfs gevreesd voor een Turkse aanval op Rome. Filips de Goede die reeds heel zijn leven dit ideaal koesterde, zag nu zijn kans schoon om het leiderschap van een nieuwe kruistocht voor Bourgondië op te eisen. De eerzucht van Filips speelde hierbij een grote rol, want alhoewel hij zich wat betreft rijkdom kon meten met de Franse koning, droeg hij zelf enkel de bescheiden titels van hertog of graaf en was hij juridisch gezien een leenman van de koning van Frankrijk en (als hertog van Brabant) van de keizer van het Heilige Roomse Rijk.
De allegorische taferelen die bij het feest werden opgevoerd, moesten hierbij helpen: ze verwezen naar Bourgondië. Zo was er de “Bron van de heilige Andreas”, de patroonheilige van Bourgondië, de “Mysteries van Jason”, de mythologische Griekse figuur die op zoek ging naar het gulden vlies en ten slotte de fazant zelf, die verwees naar de ‘Gouden Fazant’ een mythische vogel die door Jason was meegebracht van zijn tocht naar het mythische eiland Kolchis waar het gulden vlies bewaard werd.

## Het feest
Het ganse gebeuren was gedurende maanden voorbereid door een commissie die door Filips daarvoor geïnstalleerd was. De feestelijkheden vonden plaats in Rijsel. De stad werd op een grandioze wijze versierd. De feestelijkheden namen een aanvang op 31 januari 1454 met de verloving van Elisabeth van Bourgondië, dochter van Jan van Nevers met Jan van Kleef. Nadien werd er duchtig doorgefeest en waren er nog verscheidene banketten. Het feesten bereikte zijn hoogtepunt op zondag 17 februari 1454 de dag waarop het banket van de fazant plaatsvond.
Eerst was er een toernooi in het teken van de zwaan, het symbool van het huis van Kleef. Het grote banket vond plaats in het Hôtel de la Salle. Via de fazant stond het feest in het teken van de Orde van het Gulden Vlies die het kruistochtideaal in haar statuten had opgenomen. Volgens de beschrijving van tijdgenoten zoals Olivier de La Marche, de hofmeester die het feest organiseerde en Mathieu d'Escouchy de kroniekschrijver moet het een grandioos en extravagant feest geweest zijn dat alle verbeelding tartte.
De zaal was versierd met wandtapijten over Hercules en de Argonauten. Allerlei mechanieken versierden de zaal, onder meer een draaiende windmolen en een zeilschip. Het kasteel van Lusignan was nagebouwd en op de hoogste toren was Melusine te zien in de vorm van een slang. Van de kleinere torens vloeide sinaasappelsap in de slotgracht. Er waren nog andere fonteinen, onder meer het beeld van een naakte vrouw waarbij Hipocras uit haar borst vloeide en een klein jongetje dat rozenwater plaste. 
Tijdens de maaltijd werden allegorische taferelen uitgevoerd en werd er gemusiceerd, er zou zelfs een ensemble van 20 muzikanten uit een pastei zijn gekomen. Als hoogtepunt van het feest maakte de Grote Turk zijn entree met een heuse olifant met daarop een vrouw, gespeeld door Olivier de La Marche, die de kerk voorstelde. Zij smeekte het gezelschap om haar te bevrijden. Volgens de beschrijving van de kroniekschrijver Mathieu d'Escouchy, verschijnt dan ‘Toison-d'Or’ , de wapenkoning van de Orde van het Gulden Vlies, die een levende goudgekleurde fazant in zijn handen draagt, in het gezelschap van twee jonkvrouwen. De fazant droeg een gouden ketting met edelstenen en parels. De wapenkoning nodigde dan de Hertog uit om naar oude zeden en gewoonten een eed af te leggen die ‘utile et valable’ is, op de vogel. De hertog gaf dan een perkament aan de wapenkoning en sprak de eed uit: “Je voue à Dieu, mon Créateur, à la glorieuse Vierge Marie, aux dames et au phaisant, que je feray et entretiendray ce que je baille par escript”. Vervolgens las de wapenkoning de eed op het document voor. Tientallen van de aanwezige edelen volgden het voorbeeld van Filips.

## Vervolg
Ook al deed Filips verwoede pogingen om anderen voor zijn kruistocht warm te maken kwam er niet veel van terecht. Er werden allerlei voorbereidingen getroffen maar vooralsnog gebeurde er niets. Ondertussen onderwierp de Grote Turk Mehmed II het ene gebied na het andere en dreigde ermee Rome aan te vallen. Tien jaar na het banket van de fazant, stuurde Filips zijn bastaardzonen Antoon en Boudewijn op kruisvaart, maar het avontuur eindigde aan de overzijde van Gibraltar waar het Portugese Ceuta werd bevrijd.

## Discografie
- Le Banquet du Voeu, 1454, Musique au Cour de Bourgogne, Ensemble Gilles Binchois - Dominique Vellard, Virgin Classics 91441,Virgin Veritas 59043.